# ماريا فيغيروا
ماريا فيغيروا (بالإسبانية: María Figueroa)‏ هي مغنية إسبانية، ولدت في 27 أبريل 2000 في برج الهواريين في إسبانيا.